# Robert Nye
Robert Nye, född 15 mars 1939 i London, död 2 juli 2016 i County Cork på Irland, var en brittisk författare som har skrivit lyrik, romaner och barnlitteratur.

## Biografi
Nyes far var statstjänsteman, hans mor dotter till en bonde. Han studerade vid Southend High School och publicerade lyrik i the London Magazine vid sexton års ålder. Han avslutade sina studier 1955 och studerade därefter inte vidare. 
Han var vapenvägrare under sin allmänna värnplikt under det sena 1950-talet och gavs frisedel från militärtjänst för att i stället gå med i the Friends Ambulance Unit och tjänstgjorde som medicinsk ordonnans vid St Wulstan's Sanitorium, nära Malvern, och sedan vid Rochford General Hospital i Essex.
Mellan åren 1955 och 1961 hade han en rad olika jobb, bland annat som tidningsreporter, mjölkutkörare och postanställd. 
Nye gifte sig med sin första fru, Judith Pratt, 1959. 1961 flyttade de till en avsides liggande stuga i North Wales där Nye ägnade sig åt att skriva på heltid. Där utvecklade han ett intresse för walesiska och keltiska legender som senare har kommit att återspegla sig i hans skönlitteratur för både vuxna och barn. Hans första bok, Juvenilia 1 (1961), var en lyriksamling. Den andra volymen, Juvenilia 2 (1963), vann Eric Gregory Award. För att bekosta sin fortsatta författarkarriär började Nye att bidra med recensioner till Brittiska litterära magasin och dagstidningar. Han blev redaktör för lyriken i The Scotsman 1967 och tjänstgjorde som kritiker för lyrik i The Times från 1971 till 1996, medan han även bidrog med regelbundna recensioner av ny skönlitteratur i The Guardian. 
Nye började skriva berättelser för barn för att underhålla sina tre söner. Hans barnroman Taliesin och en novellsamling med titeln March Has Horse's Ears gavs ut av Faber and Faber 1966. Nye gav ut sin första vuxenroman, Doubtfire, 1967. Samma år skilde han sig från sin första fru. 1968 gifte han sig med Aileen Campbell. De flyttade till Edinburgh, Skottland, där de bodde fram till 1977. 
Efter Doubtfire återvände Nye till barnbokslitteraturen och gav ut en version av Beowulf vilken har återutgivits i ett flertal utgåvor sedan 1968. 1970 gav han ut ännu en barnbok, Wishing Gold, och fick ta emot James Kennaway Memorial Award för sin novellsamling, Tales I Told My Mother, 1969. 
Under det tidiga 1970-talet skrev Nye ett flertal pjäser för BBC radio, bland annat A Bloody Stupit Hole, 1970, Reynolds, Reynolds, 1971 och en version av Penthesilea av Heinrich von Kleist, 1971. 
Han har kontinuerligt skrivit lyrik och givit ut bland annat Darker Ends, 1969 och Divisions on a Ground, 1976. Hans samlade dikter gavs ut 1995. Dikter i urval med titeln, The Rain and The Glass, gavs ut 2005 och vann Cholmondeley Award. Sedan 1977 har han bott i Cork, Irland.